# Sina Richardt
Sina Richardt (* 1993 in Berlin) ist eine deutsche Schauspielerin.

## Leben
Ihre erste Rolle als Schauspielerin hatte sie bereits im Alter von 5 Jahren in dem Film Hauptsache Leben von Connie Walther. Es folgten weitere Filme wie Mein Papa mit der kalten Schnauze oder Eine Kleine Geschichte. 2002 erhielt sie eine der Hauptrollen als Anna in der internationalen Produktion Die Zwillinge. Nach weiteren Rollen in Filmen und Serien wie Unser Charly spielte sie im Jahr 2007 in Rennschwein Rudi Rüssel 2 – Rudi rennt wieder! die Rolle der Feli. 2012 machte sie ihr Abitur an der Wald-Oberschule in Berlin.

## Filmografie
- 1998: Hauptsache Leben
- 2001: Eine Kleine Geschichte
- 2001: Umwege des Herzens
- 2001: Wenn eine Mutter ihr Leben verspielt
- 2001: Mein Papa mit der kalten Schnauze
- 2002: Die Zwillinge
- 2002: Liebe unter Verdacht
- 2003: Ich liebe das Leben
- 2004: Rabenkinder
- 2006: Die Pferdeinsel
- 2006: Unser Charly (Fernsehserie, Folge Charlie und Paula)
- 2007: Rennschwein Rudi Rüssel 2 – Rudi rennt wieder!
- 2010: Familie Dr. Kleist (Fernsehserie, Folge Kopfzerbrechen)